# Merry Go Round
Merry Go Round（メリー・ゴー・ランド）は、日本のヴィジュアル系ロックバンド。1991年に結成。1995年にメンバーチェンジを得て、本格的に活動を開始する。2004年に13年の活動にて解散。「ダークかつ猟奇的でアングラな世界観は、後続のバンドに爪痕を遺した」といわれる。

## 解説
- 1991年に結成[1]。1994年に活動を一時休止するも、1995年に再結成し、活動を本格化させる。主に名古屋で活動していた。彼らの実験的なサウンド(リミックスにトランスミュージックを導入)やゴシックと和製ホラーをミックスした独自の世界観、特筆すべきヴォーカル真の病的なパフォーマンス、といったエポックメイキングな活動の数々は、後続のヴィジュアル系バンドに多大な影響を与えており、いわゆる名古屋系サウンドおよびヴィジュアル系の極北として認知されている。メジャーデビューの発表は無かったが、いくつかの音源はメジャー流通である。

## メンバー
- 真(カズマ)：ボーカル担当　8月24日　O型　愛知県出身　ex ドーベルマン
  - バンドのヴォーカルでもあり、コンセプトリーダーでもある。結成当初は破麗威(ハリイ)、葉里衣(ハリイ)と言う名前だったが、1995年5月に真に改名。彼独自のセンスがバンドにも色濃く出ている。過去に、ドーベルマンと言うバンドをやっていた事がある。解散後、MAXXとSHOJIと共にSmellsを結成するが、2009年9月1日にMAXXの脱退により活動休止。その後、DJ riz-Kとしてソロ活動を経て、現在は、元Lamiel、deadman、the studsのaieと共にhighfashionparalyzeというバンド(ユニット)で活動、後に元蜉蝣のkazu、元L'Arc〜en〜Ciel、ZIGZO、Creature Creature（サポート）のSakuraが加入することでバンド形式となり、gibkiy gibkiy gibkiyへと発展。現在も精力的に活動している。

- Hideno(ヒデノ)：ギター担当　1970年5月24日生まれ　AB型　愛知県出身　ex　Laputa
  - 1995年6月に加入したギタリスト。准那脱退後は主に作曲を担当していた。実験的なサウンドを得意とする。現在は音楽活動を引退しており、楽器屋を経営しているという。
- MAXX(マックス)：ベース担当　愛知県出身　ex  Ti+Dee、Orphee
  - 2000年、Orphee活動休止後にサポートメンバーとして活動していた。2003年、SHOJIと共に加入。解散後は、真とSHOJIと3人でSmellsを結成するが、2009年9月1日に脱退、活動休止となる。脱退後はSPOOKY JAMと言うバンドを結成していた。現在はバーサスキッズ､ぐるぐるpunchというアイドルグループのサポート兼マネージャーとPSYCHO LIZARDのベーシストとして活動している。

- SHOJI(ショウジ)：ドラム担当　ex Romance for〜
  - 2003年に、MAXXと加入。

### 旧メンバー
- Guitar … OSAMU(オサム)
- Bass … HISANORI(ヒサノリ)
- Drums … KA'SHI(カシ)
- Guitar … KEN(ケン)
- Bass … シン
- Guitar … DEAD(デッド) ex AREA、ANTIQUE DOLL、ANTIC DOLL。
  - 誕生日12月19日。2018年8月12日「MADMAN S 2018」にてX X X名義でギターとして参加し、真とTohruと共にライブを行われた。2021年12月17日逝去。
- Bass … ヤスヒサ　ex ANTIC DOLL
- Bass … 左京(サキョウ)　ex Ar-Page
- Drums … Tohru(トオル)冨安徹　ex ANTIC DOLL
  - 2代目のドラマー。一度は脱退したが、キョウ脱退後、サポートを勤めていた。後にOf-J、JILS、Moi dix Mois、dibs得て、現在は、ナイトメア等のドラムのチューナーの仕事をしている。過去に、尾張桜組、おぱロッカーズ 、元Laputaのakiのサポートをしていた。2018年8月12日「MADMAN S 2018」にてX X X名義でドラムとして真とDEADと共にライブを行われた。
- Drums … キョウ　ex Silver-Rose 3月9日　血液型　AB型　愛知県出身
  - 1995年6月に加入。複雑なリズムを軽快にこなすドラミングと、背が高く金髪のヴィジュアルだったのが特徴。98年11月に准那とともに脱退。脱退後はバンド在籍時からサポートを務めていたKneuklid Romanceに加入するも2000年に解散。後に、准那とDIET-COKE HEAD BARBIE DREAMSを結成しデモテープをリリースするが解散した。現在は一線を退いているが、2015年にGOATBEDのライブに参加するなど活動はしており、ドラマーとしてのこだわりをTwitterで発信している。2021年10月にdeadmanの眞呼と共にLOA-ROARを結成。逸話として、ドラムテクニックの幅を広げるため寝る間も惜しんでドラムの練習を行い、眠くなったときはコーヒーの粉末をそのまま飲んで眠気をさましていたというものがある。
- Bass … 准那(ジュンナ) ex Of-J　11月18日　血液型　A型　岐阜県出身
  - 左京脱退後に加入。在籍時は主に作曲を担当していた。98年11月にキョウとともに脱退。真の大量のピアッシングは彼に影響を受けたところが大きい。後に、キョウとDIET-COKE HEAD BARBIE DREAMSと言うバンド結成するが、デモテープを一作リリースした後に解散。彼自身も音楽活動から引退する。引退後は太田梁の名で陶芸家として活動。数々の作品を残し、東海伝統工芸展に入選するなどの活躍をみせていたが、2013年7月27日に死去。

## Smells
- 2004年 Merry Go Round解散後に結成。ギターレスであえて地下活動中心として活動していた。2007年にシングルとミニアルバムを発売。2009年にはオムニバスを発売するなど活動を続けたが、同年9月1日ベースのMAXXの脱退により活動休止。

### メンバー
- Vocal 真
- Bass MAXX
- Drums SHOJI

### ディスコグラフィ
- 首 (2007/04/25)シングル。
- FROZEN (2007/04/25)ミニアルバム。
- marder suitcase 10th anniversary
- "A SPECIAL COLLECTION"(2009/08/19)オムニバス。「首」を収録。

## 歴史
- 1991年　ヴォーカルの真(この当時は破麗威)を中心に結成。名古屋を中心に活動。
- 1994年　活動休止。充電期間に入る。
- 1995年　活動再開。6月にヴォーカルが破麗威から真に改名。元LaputaのHideno、元Silver-Roseのキョウ、元Ar-Pageの左京が加入。同年、左京が脱退(後に、Orange Jamを結成)。元Of-Jの准那が加入。メジャー流通で音源を発表。
- 1998年　11月にベースの准那とドラムのキョウが脱退。真とHideno２人で活動するようになり、ノイズ、インダストリアル、ドゥームな音楽性が強まってゆく。
- 2003年　ベースのMAXX、ドラムのSHOJIが正式に加入。
- 2004年5月15日ラストライブ、高田馬場でのライブ「Merry Go Round is dead」により解散。
- 2018年 “poison excl.”

～gibkiy gibkiy gibkiy vs Merry Go Round Respects～にて名古屋、東京、大阪、北海道でライブを行いgibkiy gibkiy gibkiyのaie､Kazu､Sakura､ムックのミヤがギターとして参加した。同年､8月12日「MADMAN S 2018」にてX X X名義でMerry Go Roundの破麗威(真)､元Merry Go RoundのDEAD､TOHRU､ベースのHAZIを加えライブを行われた。

## ディスコグラフィ

### デモテープ
- 毒・夢・月・殺・狂乱舞(91年)
- 放送禁止の死んだふりをする潔癖症の実験体と、箱の中の毒入りショートケーキ (96/04/21) 限定5000本

### シングル
- 月と、黒猫と、猫アレルギーの君 (97/02/21) 初回ピクチャー盤
- IMPERIAL DRUG (97/02/21) 
  - 初回限定5000枚 1stデモから"Suicide Dance"の再録、「-"S"-」収録の"桜の満開の木の下で"と"毒蟲"の無規制ver.が収録されている。
- ××体質 (97/10/27)
- 思春期の吸血鬼 (1stプレス97/09/21、2ndプレス98/1/21)
  - 1stプレスは同曲のMVが収録されたビデオテープが同梱。2ndプレスはCDのみで2曲目に"××体質"が追加収録されている。
- 赤い絲 (99/09/21) 初回限定5000枚
- ザクロ色の月と狂った恋の旋律 (99/10/10) 初回限定5000枚
- 君は蜜よりも甘く… (02/01/13) 通販限定
- ・【dot】 (03/08/20)

### ミニアルバム
- -"S"- (96/08/23)
  - 初のメジャー流通作品。
- 放送禁止の死んだふりをする潔癖症の実験体と、箱の中の毒入りショートケーキと、逆回転でまわるエゴイストのパラノイアボックス (98/01/21) 
  - 1996年リリースの2ndデモテープの音源に、新たに三曲を収録。 初回限定15000枚
- ＃69 (98/11/1) 
  - リミックスアルバム 初回限定15000枚

### アルバム
- REDDISH COLLECTORS NO DEAD ARTIST (99/12/1) Merry go roundの1stアルバム
- 幻覚α波 (00/09/21)

### ベストアルバム
- Merry Go Round is dead (04/05/26) 
  - 解散後に発売されたラストアルバム。 初回限定1500枚

### オムニバス
- THE END OF THE CENTURY ROCKERS Ⅲ (96/11/1)G.O.D.を収録。
- 妖幻鏡-sea- (02/12/25)「君は蜜よりも甘く…-妖幻鏡mix-」を収録。
- marder suitcase 2000～2004 (05/04/6)「液状」「NARCISSE」を収録。

### ビデオ
- 桜の満開の木の下で(配布ビデオ)
- 思春期の吸血鬼(1997/9/21) ビデオシングル
  - 同曲のCDが同梱。
- Screaming Essence(1998/12/23)

- 鬼(オムニバスビデオ)(2003)

### 未音源化
- Romantic Movie Selection
  - 1998年頃にライブで演奏されていた曲。准那とキョウの脱退以降は演奏されずお蔵入りとなった。
- Freddy's For Screaming Time
  - CD化はされなかったものの、ビデオ作品『Screaming Essence』にライブ映像が収録されている。
- 絶頂

## リンク
- Merry Go Round公式サイト ホームページ
- 真 Instagram(@kazumaharii)
- キョウ Twitter(@bpmkyo)